# Amstel Gold Race 1977
De Amstel Gold Race 1977 was 230 km lang en ging van Heerlen naar Meerssen. Op het parcours waren er 20 hellingen. Aan de start stonden 145 renners. Voor de tweede en voorlopig laatste keer stonden er drie Nederlanders op het podium.

## Verloop
Jos Schipper start de finale met een ontsnapping. Gerrie Knetemann sluit aan, even later gevolgd door Jan Raas en Hennie Kuiper. Eddy Merckx en Freddy Maertens kijken zo naar elkaar dat ze de ontsnapping missen. Tijdens de derde beklimming van de Cauberg lost Jos Schipper. Gerrie Knetemann en Hennie Kuiper demarreren om en om (ze rijden beiden voor de bekende TI-Raleigh ploeg) maar krijgen Jan Raas er niet af. In Meerssen wint Jan Raas de sprint.
Eddy Merckx finishte als 9e in zijn laatste volwaardige profseizoen.

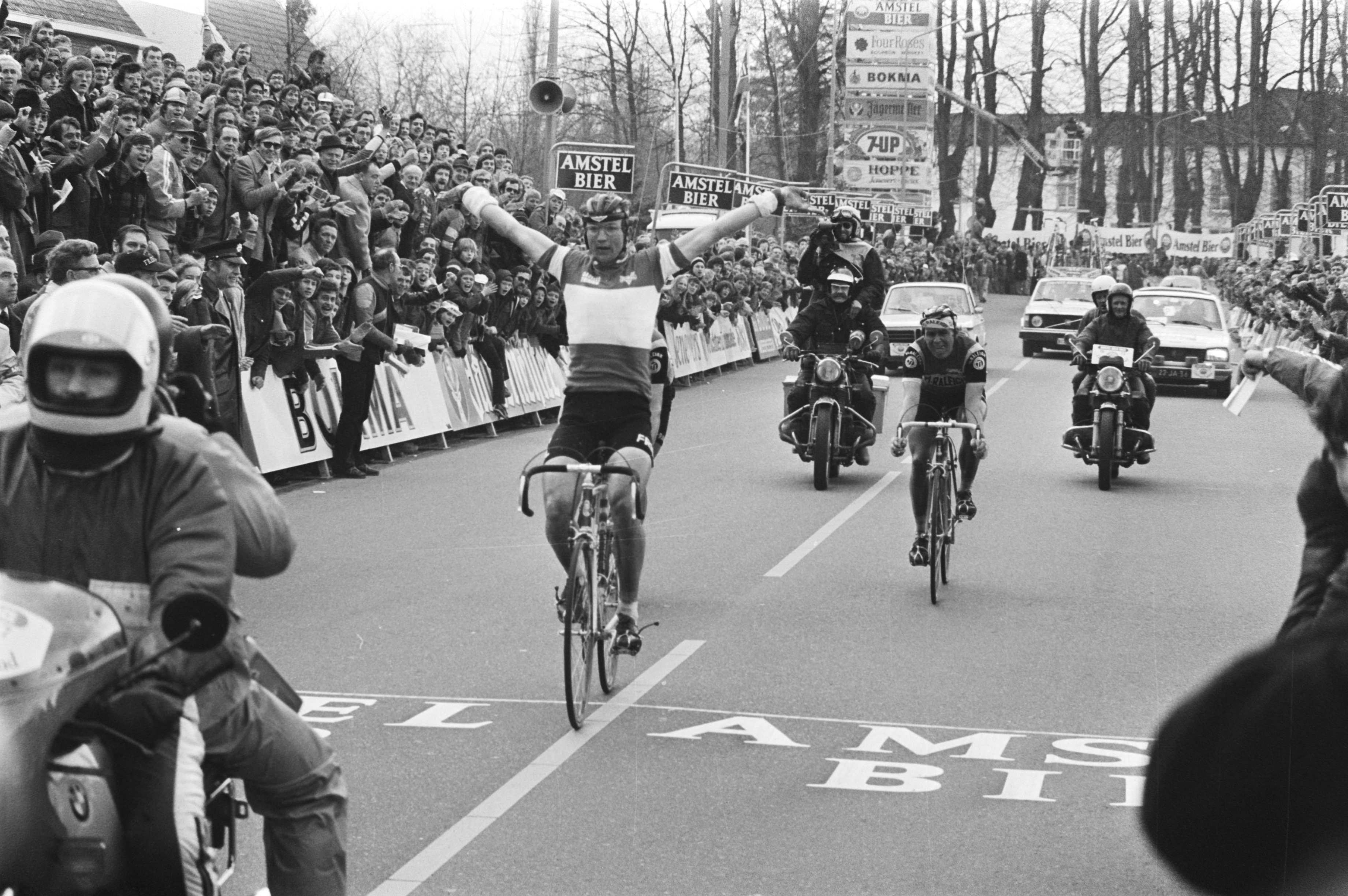
Finishfoto

## Hellingen
De 20 hellingen gerangschikt op voorkomen op het parcours.

| 1. Slingerberg 2. Raarberg 3. Cauberg 4. Sibbergrubbe 5. Keutenberg 6. Fromberg 7. Mingersberg 8. Gulperberg 9. Koning van Spanje 10. Heyenrath | 11. Kruisberg 12. Mingersberg (2e maal) 13. Gulperberg (2e maal) 14. Koning van Spanje (2e maal) 15. Heyenrath (2e maal) 16. Sibbergrubbe (2e maal) 17. Keutenberg (2e maal) 18. Fromberg (2e maal) 19. Sibbergrubbe (3e maal) 20. Cauberg (2e maal) |

## Uitslag
| rang | renner             | land      | tijd       |
| ---- | ------------------ | --------- | ---------- |
| 1    | Jan Raas           | Nederland | 5u 45' 55" |
| 2    | Gerrie Knetemann   | Nederland | z.t.       |
| 3    | Hennie Kuiper      | Nederland | z.t.       |
| 4    | Jos Schipper       | Nederland | op 0' 20"  |
| 5    | Freddy Maertens    | België    | z.t.       |
| 6    | Roger De Vlaeminck | België    | z.t.       |
| 7    | Francesco Moser    | Italië    | z.t.       |
| 8    | Walter Godefroot   | België    | op 0' 44"  |
| 9    | Eddy Merckx        | België    | z.t.       |
| 10   | Patrick Béon       | Frankrijk | z.t.       |